# 圣让多布里古
圣让多布里古（法語：Saint-Jean-d'Aubrigoux，法語發音：[sɛ̃ ʒɑ̃ dobʁiɡu]）是法国上卢瓦尔省的一个市镇，位于该省北部，属于勒皮区。

## 地理
圣让多布里古（45°21'40"N, 3°48'49"E）面积17.8 平方千米，位于法国奥弗涅-罗讷-阿尔卑斯大区上盧瓦爾省，该省份为法国中南部省份，北起多姆山省和卢瓦尔省，西接康塔爾省，南至洛泽尔省，东临阿尔代什省。
与圣让多布里古接壤的市镇（或旧市镇、城区）包括：阿尔宗河畔克拉波讷、圣维克托叙阿尔朗、多尔莱格利斯、默代罗勒、索韦桑日。
圣让多布里古的时区为UTC+01:00、UTC+02:00（夏令时）。

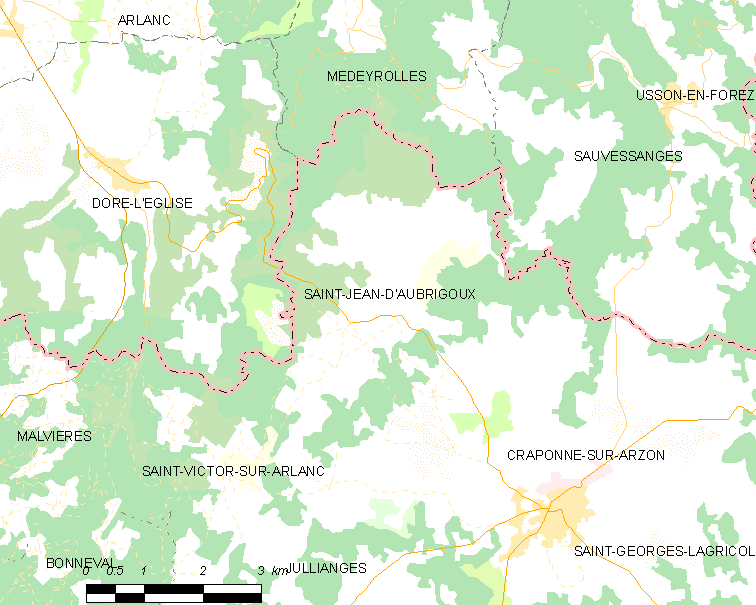
圣让多布里古的OSM定位图

## 行政
圣让多布里古的邮政编码为43500，INSEE市镇编码为43196。

## 政治
圣让多布里古所属的省级选区为上沃莱花岗岩高原县。

## 交通
上卢瓦尔省省道D9线和D35线在市中心交汇。

## 人口

1962-2008年间圣让多布里古人口变化图示

圣让多布里古于2022年1月1日时的人口数量为183人。